# Droga wojewódzka 943
Droga wojewódzka 943 (DW943) je silnice, nacházející se v Slezském vojvodství v okrese Těšín a Żywiec v jižním Polsku. Její délka je 13 km a spojuje Laliki se státní hranicí České republiky.
Začíná ve vesnici Laliki z křižovatky s rychlostní silnicí S69 (S1), končí na hraničním přechodu Jasnowice–Bukovec, kde navazuje na silnici 01149.

## Sídla ležící na trase silnice
- Laliki
- Koňákov
- Javořinka
- Jistebná (křižovatka s DW941)
- státní hranice: Jasnowice (Polsko) – Bukovec (Česko)